# 10044 Squyres
10044 Squyres eller 1985 RU är en asteroid i huvudbältet som upptäcktes den 15 september 1985 av det amerikanska astronom paret Eugene M. och Carolyn S. Shoemaker vid Palomar-observatoriet. Den är uppkallad efter Steven W. Squyres.
Asteroiden har en diameter på ungefär 5 kilometer.